# پیتر فاستر
پیتر فاستر (انگلیسی: Peter Foster؛ زادهٔ ۲۷ ژوئیهٔ ۱۹۶۰) قایقران کایاک، و قایقران کانو اهل استرالیا است.